# Het leven en sterven van meneer Kwaad
Het leven en sterven van meneer Kwaad (Engels: The Life and Death of Mr Badman) is een boek van de Britse predikant John Bunyan. Bunyan heeft dit boek geschreven tussen 1678 en 1680, na de uitgave van de Christenreis. 
Het leven en sterven van Meneer Kwaad toont hoe een mens zonder genade een slaaf is van de zonde. John Bunyan toetst het steeds aan de Bijbel en houdt de lezer als het ware de spiegel voor. Verschillende zonden geeft John Bunyan weer met een historische gebeurtenis. Het boek is verschenen in de vorm van een samenspraak tussen twee mannen, Wijsman en Oplettend.